# Доненко Микола Юхимович
Микола Юхимович (Єфимович) Доненко (нар. 1893, село Велика Андрусівка Олександрійського повіту Херсонської губернії, тепер Світловодського району Кіровоградської області — розстріляний 16 серпня 1937, місто Москва, Російська Федерація) — український радянський діяч, військовий політпрацівник, відповідальний секретар Волинського окружного комітету КП(б)У. Член ЦК КП(б)У в грудні 1925 — червні 1930 року. Член Організаційного бюро ЦК КП(б)У в березні 1928 — листопаді 1929 року. Кандидат у члени Секретаріату ЦК КП(б)У в квітні — листопаді 1929 року.

## Біографія
Член РСДРП(б) з 1914 року.
З 1918 року — в Червоній армії.
У листопаді 1921 — липні 1923 року — відповідальний секретар Царицинського губернського комітету РКП(б).
У листопаді 1925—1928 роках — відповідальний секретар Волинського окружного комітету КП(б)У в місті Житомирі.
У 1928—1929 роках — завідувач організаційно-розподільчого відділу ЦК КП(б)У.
У вересні 1929 — 1930 року — начальник Політичного управління Особливої Червонопрапорної Далекосхідної Армії (ОЧДСА).
Потім — начальник Політичного відділу Московсько-Білорусько-Балтійської залізниці; начальник Політичного управління Головного управління цивільного повітряного флоту при РНК СРСР.
До квітня 1937 року — керуючий Бежецької контори «Льонобуду» Калінінської області.
2 квітня 1937 року заарештований органами НКВС. Розстріляний 16 серпня 1937 року, похований на Донському кладовищі Москви. Посмертно реабілітований 29 вересня 1956 року.

## Звання
- дивізійний комісар

## Нагороди
- орден Червоного Прапора (28.04.1930)